# 基輔半島
基輔半島（英語：Kyiv Peninsula，羅馬化：pivostriv Kyiv），是南極洲的半島，位於葛拉漢地西部，東北面是弗蘭德雷斯灣，西南面是比斯科奇灣，以烏克蘭的首都基輔命名，現時由南極條約體系管理。

## 詞源
保加利亞南極地名委員會於 2010 年首次描述並命名了該地貌，用烏克蘭的首都命名，則與位於附近 Galindez 島的烏克蘭南極基地 Vernadsky 有關。 最初的命名是用保加利亞語完成的。後來，這個名字也在2020年被烏克蘭採用，譯為基輔半島（烏克蘭語：півострів Київ）。

## 位置
基輔半島位於 65°15′00″S 63°41′00″W / 65.25000°S 63.68333°W，於英國在1976年繪製。

## 外部連結
- Bulgarian Antarctic Gazetteer. （页面存档备份，存于） Antarctic Place-names Commission. (details in Bulgarian, basic data （页面存档备份，存于） in English)

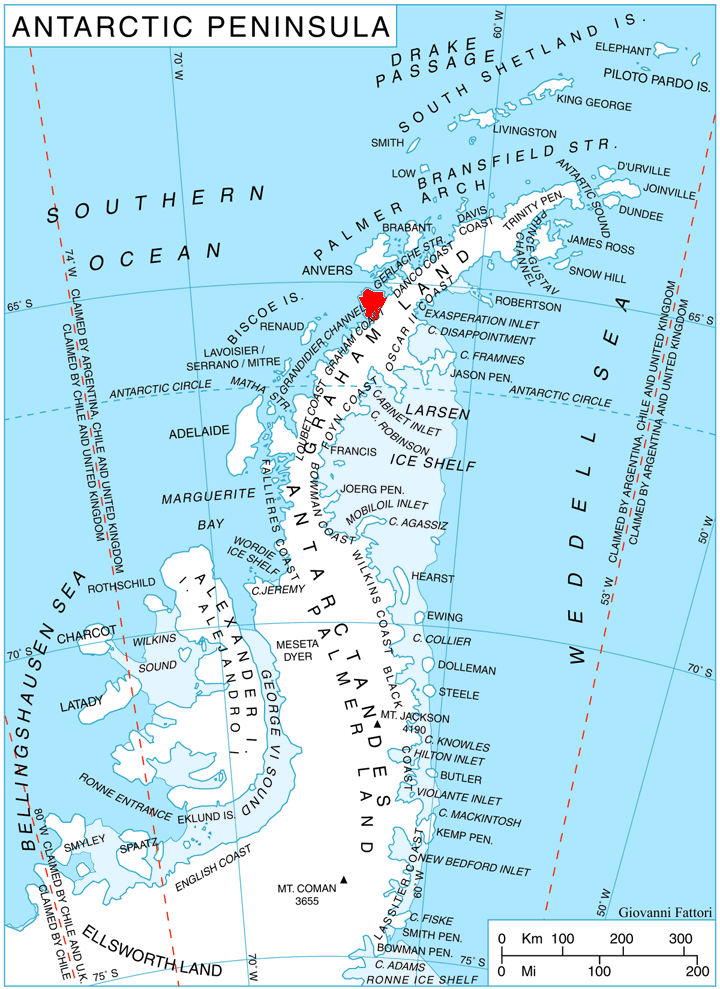
基輔半島在南極半島格雷厄姆地的位置

- Kyiv Peninsula. （页面存档备份，存于） SCAR Composite Gazetteer of Antarctica

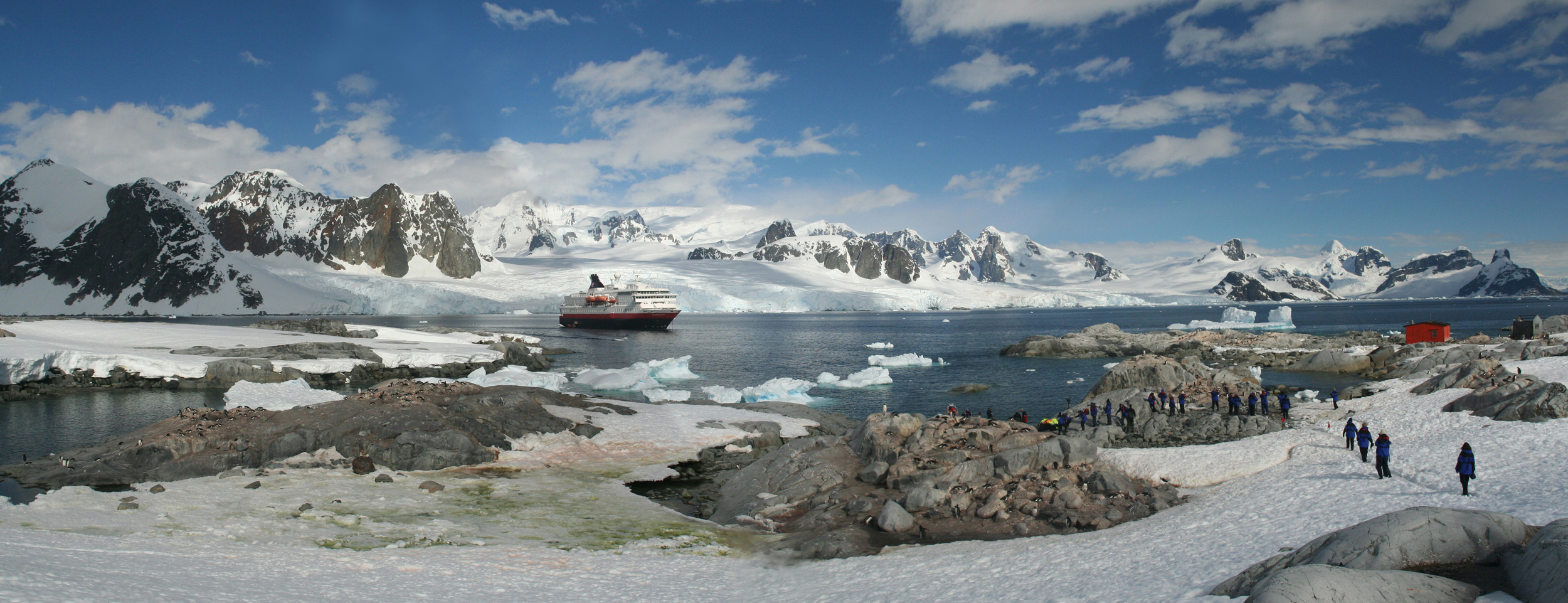

- Kyiv Peninsula. （页面存档备份，存于） SCAR Composite Gazetteer of Antarctica